# Кампу-Лимпу-ди-Гояс
Кампу-Лимпу-ди-Гояс (порт. Campo Limpo de Goiás) — муниципалитет в Бразилии, входит в штат Гояс. Составная часть мезорегиона Центр штата Гойас. Входит в экономико-статистический микрорегион Анаполис. Население составляет 5277 человек на 2006 год. Занимает площадь 156,202 км². Плотность населения — 33,8 чел./км².

## Статистика
- Валовой внутренний продукт на 2003 год составляет 27 940 527,00 реалов (данные: Бразильский институт географии и статистики).
- Валовой внутренний продукт на душу населения на 2003 год составляет 5579,18 реалов (данные: Бразильский институт географии и статистики).